# Matar el missatger
Matar el missatger (títol original en anglès: Kill the Messenger) és una pel·lícula nord-americana dirigida per Michael Cuesta i escrita per Peter Landesman. Està basada en la novel·la de Nick Schou del mateix nom i en el llibre Dark Alliance, de Gary Webb. La pel·lícula és protagonitzada per Jeremy Renner, Michael Sheen, Andy Garcia, Ray Liotta, Barry Pepper, Mary Elizabeth Winstead, Rosemarie DeWitt, Paz Vega, Oliver Platt, Richard Schiff, i Michael K. Williams. Va ser estrenada el 10 d'octubre de 2014. Ha estat doblada al català. La pel·lícula s'ha doblat al català.
La història està basada en la història real del periodista nord-americà Gary Webb, que va revelar el paper de la CIA a l'hora d'importar cocaïna als Estats Units, que finançava als rebels Contras de Nicaragua a través de la manufactura i venda de crac.

## Repartiment
- Jeremy Renner: Gary Webb
- Mary Elizabeth Winstead: Anna Simons
- Rosemarie DeWitt: Susan Webb
- Ray Liotta: John Cullen
- Barry Pepper: Russell Dodson
- Paz Vega: Coral Baca
- Oliver Platt: Jerry Ceppos
- Michael Sheen: Fred Weil
- Richard Schiff: Walter Pincus
- Andy García: Norwin Meneses
- Robert Patrick: Ronny Quail
- Michael K. Williams: "Freeway" Rick Ross
- Jena Sims
- Joshua Close: Rich Kline
- Yul Vazquez: Danilo Blandon
- Robert Pralgo: Xèrif Nelson
- Lucas Hedges: Ian Webb
- Michael Rose: Jonathan Yarnold
- Matthew Lintz: Eric Webb
- Michael H. Cole: Pete Carey
- David Lee Garver: Douglas Farah
- Andrew Masset: Johnathan Krim
- Tim Blake Nelson